# Nova (álbum)
Nova é décimo primeiro álbum de estúdio da cantora, compositora e produtora brasileira Patricia Marx, lançado no dia 23 de novembro de 2018 nas plataformas digitais e em CD dia 30 de novembro, pelo selo LAB 344.
Produzido pela própria cantora em parceria com Herbert Medeiros, sua sonoridade passa por diversos estilos, tais como: pop, new age música eletrônica e neo soul, alguns dos quais havia experimentado em trabalhos anteriores.
Para promovê-lo três singles foram lançados, "You Showed Me How", "Luz Numa Lágrima", e "Faz", para os quais foram feitos videoclipes, além de serem cantados em shows e programas de TV.

## Antecedentes e contexto
Desde meados de 2016, Patricia vinha usando a ferramenta stories, do Instagram, para divulgar sessões em estúdios no Vitrola Sound, na cidade de Osasco. Em janeiro de 2018, em um desses stories, confirmou que estava em produção do que seria seu décimo primeiro de estúdio.
Em entrevista disse que iniciou o trabalho do zero: "entrei no estúdio em novembro do ano passado e compus duas músicas com a minha banda em uma jam session e não havia nada programado e as músicas ficaram muito bonitas. Mostrei para o Sérgio Martins da [gravadora] LAB 344, ele gostou muito e disse: “Vamos gravar um disco e eu quero um disco de inéditas! (...)  já está na hora, desde 2004 você não lança um álbum de novo, seus fãs estão cobrando…".

## Produção e gravação
A produção é da própria cantora com o paulistano Herbert Medeiros, sobre quem ela disse: “É um cara sofisticado, extremamente musical. E já sabe tudo que eu gosto, as referências todas. É incrível a química que temos, eu, ele e Robinho”.
A sonoridade explora o pop, o new age e as batidas eletrônicas, bem como o neo soul, estilo que foi percursora no Brasil, com o lançamento de Respirar, de 2002. Foram gravadas várias músicas para o projeto, no entanto algumas ficaram de fora, em entrevista, revelou: “Ainda ficaram de fora algumas músicas, que podem até aparecer num próximo álbum. E neste disco tem muitas coisas diferentes, algumas faixas são mais curtas, outras mais longas, há interlúdios, algo usado na década de 90. Gosto de ilustrar um álbum com faixas instrumentais ou só a cappella”.
Inspiradas no ciclo de uma estrela, que segundo a cantora é composto de três fases (nascimento, explosão e impermanência), as faixas são intensas, com algumas delas com mais de oito minutos de duração. A letra em inglês de “You Showed Me How”, foi escrita pelo jamaicano Marc Mac, parceiro recorrente da artista, membro do grupo britânico 4Hero (com o qual trabalhou em Respirar, de 2002), que conheceu enquanto viveu em Londres.
A capa é do artista Marcelo Barros que utilizou-se de fotografia tirada por Biga Pessoa, no encarte da edição no formato CD, a artista o dedica a seu único filho, Arthur.

## Lançamento e divulgação
A versão em formato digital entrou em pré-venda no dia 08 de novembro de 2018, e através de sua conta no Instagram, Marx confirmou que uma tiragem limitada do CD Físico sairia dia 30 de novembro, e uma prensagem limitada em vinil também foi confirmada pela cantora.[carece de fontes?]
Para promovê-lo foram lançados três singles: "You Showed Me How", "Luz Numa Lágrima", e "Faz". O primeiro foi lançado nas plataformas digitais em 23 de fevereiro, ao passo que o videoclipe foi divulgado em maio. O segundo, é uma parceria de Marx com Jair Oliveira que data de 13 de julho. No dia 16 de novembro, a cantora lançou o terceiro e último, o da faixa "Faz", cujo videoclipe foi gravado no no Santa Teresa Rio MGallery, um hotel boutique localizado no centro histórico e cultural do Rio de Janeiro. A ideia central foi pincelar o conceito sobre o ciclo de uma estrela: nascimento, explosão e impermanência, a direção é de Pedro Landeiro, da Framework Filmes.

## Lista de faixas
Créditos adaptados do encarte do CD Nova, de 2018.
| N.º | Título                                    | Compositor(es)                                                  | Duração |  |
| 1.  | "Supernova"                               | Patrícia Marx / Herbert Medeiros                                | 01:02   |  |
| 2.  | "You Showed Me How"                       | Patrícia Marx / Herbert Medeiros / Robinho Tavares / Marc Clair | 08:53   |  |
| 3.  | "Deixa Rolar"                             | André Mota                                                      | 04:24   |  |
| 4.  | "Dança do Tempo"                          | Patricia Marx / Herbert Medeiros / Jorge Ailton                 | 03:05   |  |
| 5.  | "You? (Sobre Ser uma Monja)"              | Patrícia Marx / Herbert Medeiros                                | 02:19   |  |
| 6.  | "Don't Break My Heart" (feat. Lou Piensa) | Patrícia Marx / Herbert Medeiros / Robinho Tavares / Marc Clair | 05:44   |  |
| 7.  | "LaLala" (Studio Session)                 | Patrícia Marx / Herbert Medeiros                                | 03:21   |  |
| 8.  | "Faz"                                     | André Mota                                                      | 03:14   |  |
| 9.  | "Saturn Capricorn Love Sex"               | Patrícia Marx / Herbert Medeiros                                | 05:25   |  |
| 10. | "Dentro em Seu Lugar" (feat. Paul Pesco)  | Patricia Marx / Herbert Medeiros / Paul Pesco                   | 03:19   |  |
| 11. | "Crystal 528Hz"                           | Patrícia Marx / Herbert Medeiros                                | 01:35   |  |
| 12. | "Luz Numa Lágrima"                        | Patricia Marx / Herbert Medeiros / Jair Oliveira                | 04:17   |  |
| 13. | "Cathedral"                               | Patrícia Marx                                                   | 01:20   |  |
| 14. | "Lá no Espaço"                            | Patricia Marx / Herbert Medeiros / Jorge Ailton                 | 02:42   |  |